# Warwick (district)

Localisation du district de Warwick dans le Warwickshire

Warwick est un district non-métropolitain du Warwickshire, en Angleterre. Il comprend les villes de Warwick, Leamington Spa, où siège le conseil de district, Kenilworth et Whitnash, et les zones rurales environnantes. Il jouxte le district de Stratford-on-Avon au sud et à l'ouest, le district de Rugby au nord-est et le district de Coventry au nord.
Le district est créé le 1er avril 1974, par le Local Government Act de 1972. Il est issu de la fusion des districts municipaux de Leamington Spa et Warwick, du district urbain de Kenilworth et du district rural de Warwick.

## Source
- (en) Cet article est partiellement ou en totalité issu de l’article de Wikipédia en anglais intitulé « Warwick District » (voir la liste des auteurs).